# Зондер, Отто Вильгельм
О́тто Ви́льгельм Зо́ндер (нем. Otto Wilhelm Sonder; 1812—1881) — немецкий (гольштейнский) ботаник.

## Биография
Отто Вильгельм Зондер родился 13 июня 1812 года в городе Ольдесло в Гольштейне в семье Иоганна Даниеля Зондера и Анны Эльзабы Катарины Треген. В 1828—1831 учился в Гамбурге аптекарскому делу, затем некоторое время практиковался в аптеке в южной Германии. После некоторого время учёбы в Берлине, в 1835 году прошёл государственную экзаменацию и стал аптекарем. Затем Зондер отправился в путешествие по Альпам и Средиземноморью. В 1841 году он приобрёл в Гамбурге аптеку Георга Аймбке. С 1852 года Зондер работал асессоров городского департамента здоровья.
Зондера более других групп растений интересовали растения тропиков и Южного полушария. В 1837 году он приобрёл гербарий Эклона и Цейгера из Южной Африки. Также Зондеру пересылал образцы растений из Австралии Фердинанд фон Мюллер. Зондер был одним из ведущих специалистов по южным водрослям.
Отто Вильгельм Зондер скончался в Гамбурге 21 ноября 1881 года.
Гербарий Зондера был одним из самых крупных частных гербариев XIX века. Впоследствии он был распродан по частям различным научным учреждениям. Наиболее важные части хранятся в Мельбурнских ботанических садах (MEL) и в Стокгольмском университете (S).

## Некоторые научные публикации
- Sonder, O.W. Revision der Heliophileen. — Hamburg, 1846. — 103 p.
- Sonder, O.W. Flora hamburgensis. — Hamburg, 1850. — 601 p.
- Sonder, O.W. Die Algen des tropischen Australiens. — Hamburg, 1871. — 74 p.

## Роды растений, названные в честь О. В. Зондера
- Ottosonderia L.Bolus, 1958
- Sondera Lehm., 1844 [= Drosera L., 1753]
- Sonderella F.Schmitz, 1896
- Sonderia F.Muell., 1890, nom. illeg. [= Vanvoorstia Harv., 1853]
- Sonderina H.Wolff, 1927
- Sonderophycus Denizot, 1968
- Sonderothamnus R.Dahlgren, 1968